# آرثر ماكدونالد (عسكري)
آرثر ماكدونالد (بالإنجليزية: Arthur MacDonald)‏ هو عسكري أسترالي، ولد في 30 يناير 1919 في روكامبتون في أستراليا، وتوفي في 20 يناير 1995 في بريزبان في أستراليا.